# Frederickus coylei
Frederickus coylei là một loài nhện trong họ Linyphiidae.
Loài này thuộc chi Frederickus. Frederickus coylei được Paquin et al miêu tả năm 2008..